# Melanotaenia iris
Melanotaenia iris é uma espécie de peixe da família Melanotaeniidae.
É endémica da Papua-Nova Guiné.